# هندران تپه
هندران تپه مربوط به اواخراواسط دوران‌های تاریخی پس از اسلام است و در شهرستان قزوین، بخش مرکزی، روستای نظام‌آباد واقع شده و این اثر در تاریخ ۲۵ اسفند ۱۳۸۰ با شمارهٔ ثبت ۵۵۰۴ به‌عنوان یکی از آثار ملی ایران به ثبت رسیده است.